# مارکو آنتیچ
مارکو آنتیچ (به انگلیسی: Marko Antić؛ متولد ۲۲ ژوئن ۱۹۹۱ در ملادنوواتس، صربستان) یک ورزشکار کاراته صربستانی است که در کومیته ۶۰- کیلوگرم رقابت می‌کند.

## دستاوردها
۲۰۱۷

- نقره مسابقات قهرمانی کاراته اروپا – ترکیه – کومیته ۶۰- ک‌گ

۲۰۱۶

- برنز مسابقات قهرمانی کاراته اروپا – فرانسه – کومیته ۶۰- ک‌گ
- طلا لیگ برتر کاراته ۱ – اتریش – کومیته ۶۰- ک‌گ

۲۰۱۵

- مسابقات قهرمانی کاراته اروپا مقام پنجم - ترکیه - کومیته ۶۰- ک‌گ

۲۰۱۴

- برنز مسابقات قهرمانی بزرگسالان بالکان – مقدونیه شمالی – کومیته ۶۰- ک‌گ

۲۰۱۲

- برنز مسابقات کاراته قهرمانی جهان – فرانسه – کومیته ۶۰- ک‌گ

۲۰۱۱

- مسابقات قهرمانی کاراته اروپا مقام پنجم - سوئیس - کومیته ۶۰- ک‌گ

۲۰۰۹

- برنز مسابقات قهرمانی جوانان، کادت و زیر ۲۱ سال EKF – فرانسه – کومیته جوانان ۶۱- ک‌گ